# Border Line
Pour les articles homonymes, voir Borderline.
Pour plus de détails, voir Fiche technique et Distribution.
Border Line est un film français, sorti en 1992.

## Fiche technique
- Titre français : Border Line
- Réalisation : Danièle Dubroux
- Scénario : Danièle Dubroux
- Photographie : Fabio Conversi
- Musique : Jean-Marie Sénia
- Production : Paulo Branco
- Pays d'origine :  France
- Date de sortie : 1992

## Distribution
- Danièle Dubroux : Hélène
- David Léotard : Julien
- André Dussollier : Alexandre
- Jacques Nolot : Georges Birsky
- Manuela Gourary : Irène
- Marie-Christine Questerbert : Rachel
- William Doherty : Craig Osborn
- Jean-Noël Picq : le psychiatre
- Paulette Bouvet
- Jean-Quentin Châtelain
- Virginie Darmon